# Hrabstwo Morrill

Piramida wieku hrabstwa

Hrabstwo Morrill (ang. Morrill County) – hrabstwo w stanie Nebraska w Stanach Zjednoczonych. W roku 2010 liczba mieszkańców wyniosła 5042. Stolicą i największym miastem jest Bridgeport.

## Geografia
Całkowita powierzchnia wynosi 3704, km² z czego woda stanowi 0,42%.

### Miejscowości
- Bayard
- Bridgeport
- Broadwater (wioska)